# Ligar e desligar (conceito religioso)
Ligar e Desligar é uma frase originalmente judia que aparece na Novo Testamento, bem como no Targum. Os termos ligar e desligar significam proibir por uma autoridade indiscutível e permitir por uma autoridade indiscutível. O Targum de um determinado Salmo (Salmos 58:5) implica que essas ações foram consideradas tão eficazes quanto a magia de um encantador.
Os poskins possuem, devido a sua ordenação, o poder de decidir os conflitos relativos a lei religiosa judaica. Daí o nome das duas principais escolas de pensamento do judaísmo clássico que foram resumidas pela frase a escola de Shammai que liga, e a escola de Hillel que desliga.
Teoricamente, no entanto, a autoridade dos poskins eram concedidas pelo Sinédrio, e há uma interpretação do Talmude que diz que três decisões consecutivas tomadas pela "Câmara Baixa de Julgamento" (o Sinédrio na Terra) eram confirmadas pela "Câmara Alta de Julgamento" (no Reino dos Céus), dando assim sua sanção suprema. Portanto a afirmação de Jesus de que tudo que seus apóstolos ligassem ou desligassem na terra, seria ligado ou desligado no céu em Mateus 18:18 é provavelmente, apenas uma adoção de uma frase popular no momento.
Esta é, provavelmente, também o sentido da frase quando ela é aplicada no texto para Simão Pedro, em particular, Pedro é investido com o poder de ligar e desligar por Cristo no episódio conhecido como Confissão de Pedro. 